# 1956-os magyar női röplabdabajnokság
Az 1956-os magyar női röplabdabajnokság a tizenegyedik magyar női röplabdabajnokság volt. A csapatok területi (budapesti és megyei) bajnokságokban játszottak, a győztesek (Budapestről és egyes megyékből több helyezett is) az országos középdöntőben, majd az országos döntőben küzdöttek volna tovább a végső helyezésekért, de a forradalom miatt ezekre már nem került sor. Budapesten tizenkét csapat indult el, a csapatok két kört játszottak.

## Budapesti csoport
| #   | Csapat                         | M  | Gy | V  | Sz+ | Sz- | P  | Megjegyzés   |
| --- | ------------------------------ | -- | -- | -- | --- | --- | -- | ------------ |
| 1.  | VM Háztartási Bolt             | 21 | 20 | 1  | 61  | 18  | 40 |              |
| 2.  | Bp. Bástya Pénzügyminisztérium | 21 | 16 | 5  | 56  | 20  | 32 |              |
| 3.  | Bp. Dózsa                      | 21 | 16 | 5  | 53  | 33  | 32 |              |
| 4.  | Bp. Vasas                      | 21 | 14 | 7  | 52  | 35  | 28 |              |
| 5.  | Építők Elektrotröszt           | 21 | 13 | 8  | 46  | 36  | 26 |              |
| 6.  | Bp. Bástya VTSK                | 21 | 12 | 9  | 48  | 32  | 24 |              |
| 7.  | Vasas Turbó                    | 21 | 8  | 13 | 36  | 46  | 16 |              |
| 8.  | Kertészeti Főiskola Haladás    | 21 | 7  | 14 | 33  | 51  | 14 |              |
| 9.  | Bp. Törekvés                   | 21 | 6  | 15 | 32  | 53  | 12 |              |
| 10. | Törekvés Utasellátó            | 21 | 4  | 17 | 20  | 59  | 8  |              |
| 11. | Testnevelési Főiskola Haladás  | 21 | 2  | 19 | 18  | 60  | 4  |              |
| 12. | Kinizsi Sörgyár                | 11 | 3  | 8  | 18  | 30  | 6  | Visszalépett |

* M: Mérkőzés Gy: Győzelem V: Vereség Sz+: Nyert szett Sz-: Vesztett szett P: Pont